# Verzasca
Verzasca je obec ve švýcarském kantonu Ticino, okresu Locarno. Nachází se v severozápadní části kantonu; převážnou část obce tvoří údolí Valle Verzasca. Žije zde asi 800 obyvatel.
Obec vznikla 18. října 2020 sloučením bývalých obcí Brione (Verzasca), Corippo, Frasco, Sonogno a Vogorno.

## Geografie
Obec Verzasca je dle rozlohy největší obcí kantonu Ticino. Zahrnuje celé údolí Valle Verzasca s výjimkou obce Mergoscia.
Obec Lavertezzo je dobrým výchozím bodem do údolí Pincascia, Carecchio, d'Agrò a d'Orgnana. Přes řeku Verzasca vede most Ponte dei Salti ze 17. století se dvěma elegantními oblouky. Je známý také jako Ponte Romano („Římský most“).

## Historie
Obec vznikla 18. října 2020 sloučením následujících obcí nebo jejich částí:
- Brione (Verzasca)
- Corippo
- Frasco
- oblast Lavertezzo Valle obce Lavertezzo (celé území obce bez exklávy Riazzino v rovině Magadino).
- Sonogno
- Vogorno
- území Gerra Valle obce Cugnasco-Gerra (celé území bývalé obce Gerra (Verzasca) bez území Gerra Piano v rovině Magadino, které bylo sloučeno pod obec Cugnasco).

## Doprava
Údolí je přístupné po silnici z Gordoly. Autobusová linka Postauto spojuje všechny vesnice v údolí s Gordolou, Tenerem, železniční stanicí Tenero na trati Giubiasco–Locarno a hlavním městem okresu, Locarnem.

## Galerie

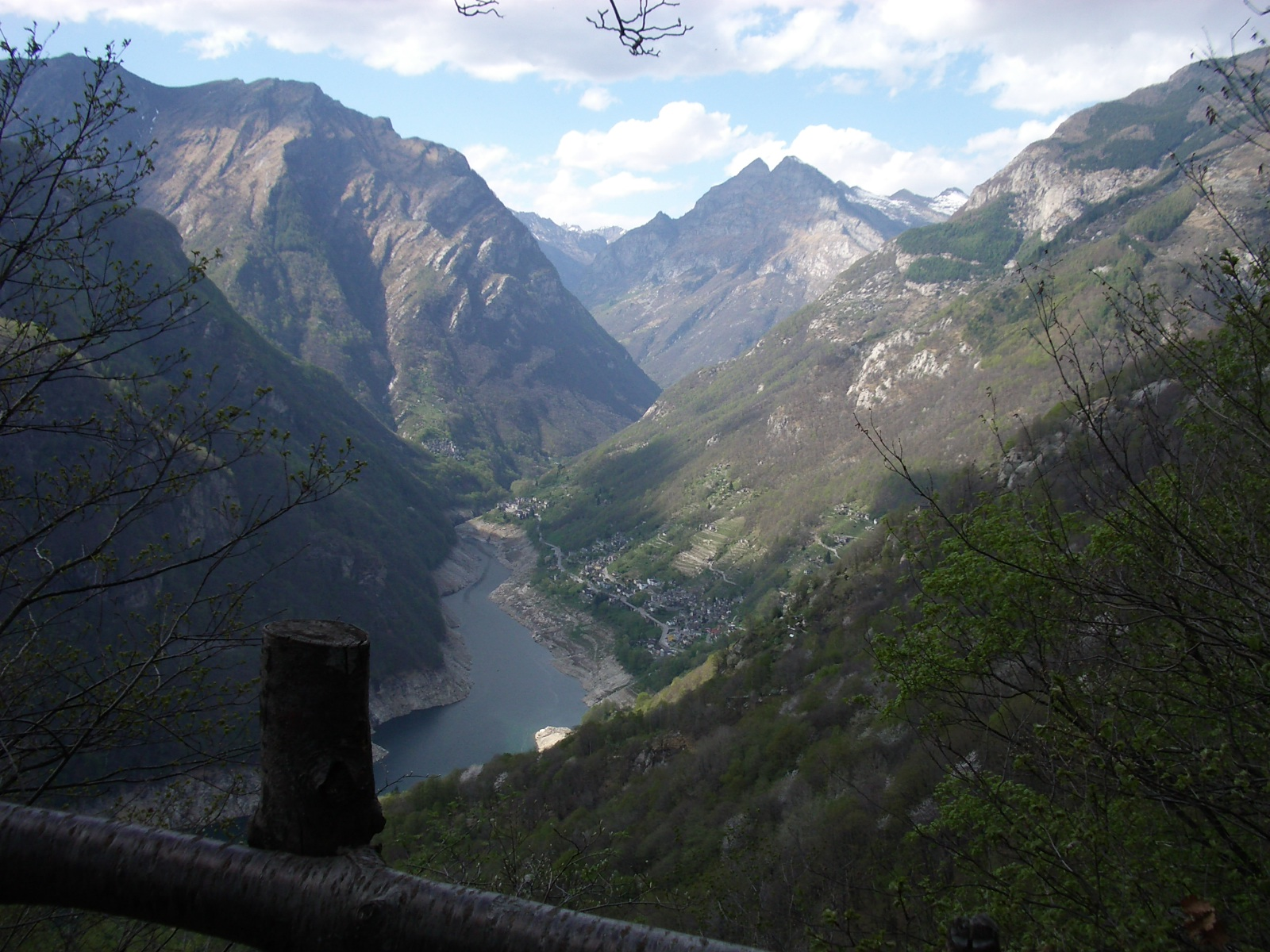
Údolí Valle Verzasca
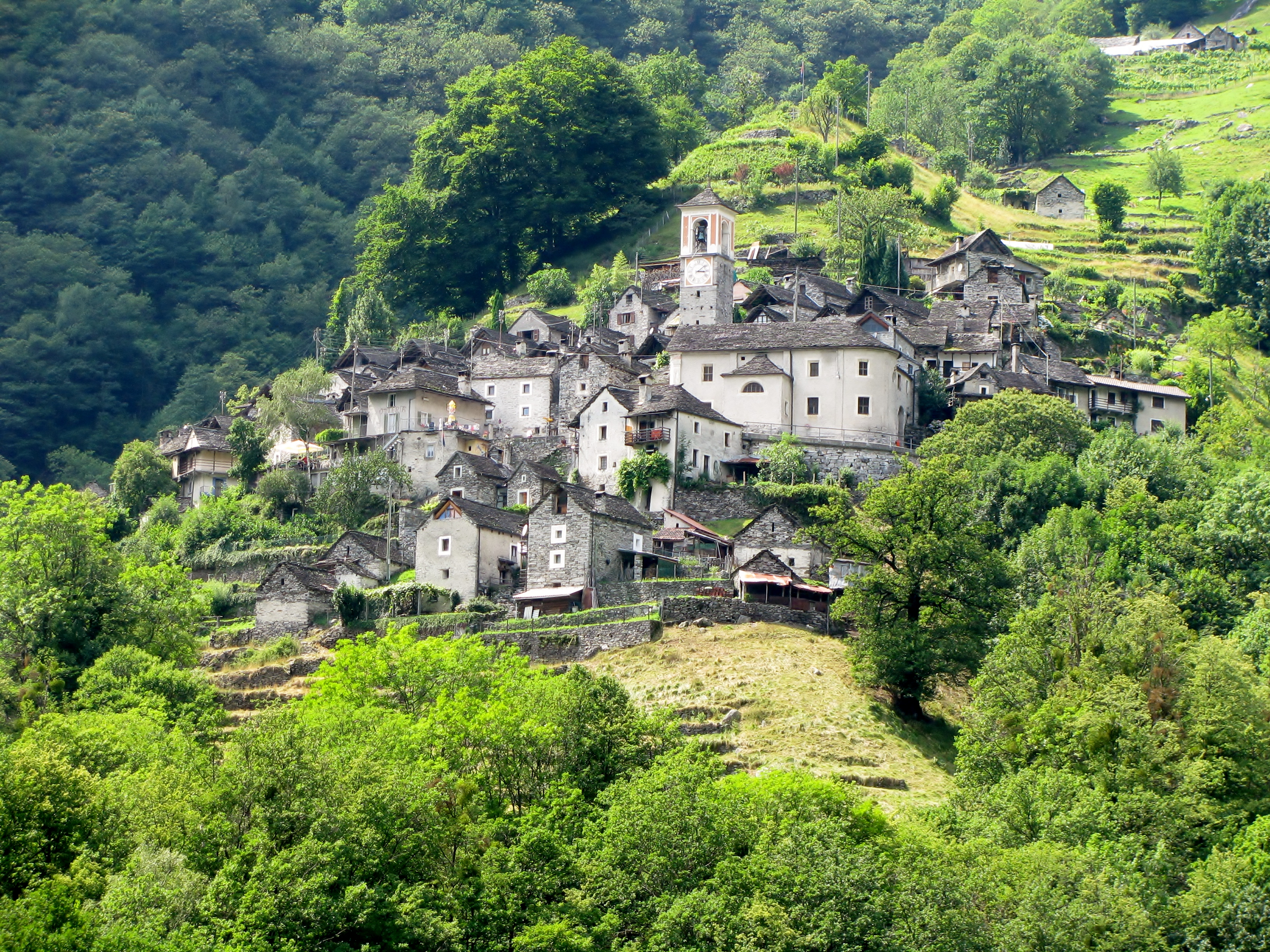
Corippo